# Hamadryas arienis
Hamadryas arienis är en fjärilsart som beskrevs av Frederick DuCane Godman och Osbert Salvin 1883. Hamadryas arienis ingår i släktet Hamadryas och familjen praktfjärilar. Inga underarter finns listade i Catalogue of Life.